# Raymond Franz
Raymond Victor Franz (8 de mayo de 1922 - 2 de junio de 2010) fue un miembro del Cuerpo gobernante de los testigos de Jehová entre 1971 y 1980. Posteriormente, presentó su renuncia a causa de desacuerdos en la manera de interpretar la Biblia. En su opinión, la organización de los Testigos de Jehová, había puesto mayor énfasis en la lectura de sus propias publicaciones que en la lectura de la Biblia.

## Su formación religiosa
Raymond Franz nació de un matrimonio que pertenecía al movimiento de los Estudiantes de la Biblia (los antecesores de los Testigos de Jehová) desde los tiempos de la Primera Guerra Mundial. Su padre se bautizó en 1913. Además de sus padres, tres de sus abuelos estuvieron afiliados a la Watch Tower Bible and Tract Society of Pennsylvania, así como cuatro de sus tíos, un hermano de su madre y tres hermanos de su padre, incluyendo Frederick William Franz, que llegaría a ser el 4.º Presidente de la Sociedad. El más joven de estos tres hermanos y su esposa, saldrían de la religión después de juzgar como falsas las predicciones del fin del mundo que los Estudiantes de la Biblia habían hecho para el año 1925.[cita requerida] . A los 16 años, en 1938, junto con sus dos hermanas más mayores, se hicieron publicadores de la congregación y fue bautizado al año siguiente. Una de sus hermanas asistió a la Escuela de Galaad y sirvió como misionera durante algún tiempo en Brasil.[cita requerida]
Después de terminar la escuela media en 1940, Raymond se hizo evangelizador de tiempo completo o «precursor» de los testigos de Jehová, sirviendo de ese modo durante 40 años. En 1942, fue designado como precursor especial  en Wellston, Ohio. En 1944, asistió a la Escuela Bíblica de Galaad de la Sociedad Watch Tower. Después de su formación, en 1946 fue designado para servir en Francia, pero se le denegó el permiso para salir del país. Así que fue enviado a Puerto Rico con la norma de que La pérdida de la soltería llevaría
consigo la pérdida de la asignación.
Después fue enviado como misionero a Puerto Rico, a las Islas Vírgenes y a República Dominicana. Fue en Puerto Rico, en 1959, donde conoció a Cynthia Badame, quien llegaría a ser su esposa y compañera en el servicio misionero. En 1957 fueron expulsados de República Dominicana por el dictador Rafael Leónidas Trujillo todos los misioneros y Raymond fue a comprobar la situación de los
Testigos dominicanos. Se casó en 1959 y continuó en el servicio misionero en las Islas Vírgenes. En 1961, volvieron a República Dominicana como misioneros durante cinco años, en una época de gran agitación política y de guerra civil. Las actividades religiosas de los testigos de Jehová estaban prohibidas y sus misioneros extranjeros fueron expulsados. Raymond fue designado como superintendente de sucursal. En 1964, Nathan Knorr invitó a Raymond Franz para ser parte del personal de la Sede Mundial, ingresando en el servicio de Betel de Brooklyn, Nueva York.
Al año siguiente, Raymond Franz fue designado para trabajar en el departamento de redacción, cuyo superintendente era Karl Adams.[cita requerida] . Allí se le encomendó participar con otras cuatro personas de la Sede Mundial en la elaboración de un diccionario bíblico para los testigos de Jehová. Como resultado de esto, se publicó en 1969 el libro Aid to Bible Understanding (en español, Ayuda para entender la Biblia). El 20 de octubre de 1971, fue invitado para ser miembro del cuerpo gobernante de los testigos de Jehová, sirviendo como miembro del comité de redacción[cita requerida] Sirvió aún en diversas ocasiones en calidad de superintendente de zona.[cita requerida]
Durante estos años de intenso estudio de la Biblia, comenzó a presentar diversos desacuerdos con los demás miembros de la junta administrativa. Algunas de esas discrepancias tenían relación con asuntos de organización o con las interpretaciones cronológicas de los testigos. Posteriormente a su desvinculación de la sociedad Watch Tower, manifestó otras disidencias doctrinales. Debido a la crisis interna de conciencia a partir de dudas como estas decide no continuar como miembro del cuerpo gobernante y presenta su renuncia. El anuncio de su renuncia fue incluido en el Ministerio del Reino de septiembre de 1980. A partir de eso, continuó sirviendo como «publicador de las buenas nuevas» en una congregación local sin ocupar «puestos de privilegio», debiendo adaptarse a la vida laboral fuera de la Sede Betel.

## Expulsión de los testigos de Jehová
En 1980, con 58 años de edad, dejó la Betel de Brooklyn mudándose con su esposa Cynthia a Gadsden, Alabama, donde Peter Gregerson, expulsado de la organización de los testigos de Jehová y amigo personal le da trabajo en su supermercado. Después de eso continuaron sirviendo como publicadores en la congregación de Gadsden Este[cita requerida] El año siguiente, después de más de 40 años de servicio, Ray Franz fue expulsado. Las razones que argumentan esta medida disciplinaria, fueron que comió en un restaurante con una persona expulsada, es decir, Peter Gregerson. Estos se habían vuelto amigos, a pesar de que la organización prohíbe el trato estrecho con un expulsado.«expulsión».
Debido a que fue miembro del Cuerpo Gobernante, así como sobrino de Frederick Franz (quién para entonces había sucedido al último presidente de la Sociedad Watch Tower, Nathan Knorr); la expulsión de Raymond Franz de la organización llamó mucho la atención entre los testigos de Jehová. En los últimos años Raymond y Cynthia Franz vivían en el campo, a unos 50 km al oeste de Atlanta. Raymond Franz murió el 2 de junio de 2010.

## Obra
- 1983: Crisis de conciencia
- 1991: A la búsqueda de la libertad cristiana